# Rivière Sheldrake
Pour les articles homonymes, voir Sheldrake.
La rivière Sheldrake est un affluent du littoral Est de la baie d'Hudson. La rivière Sheldrake coule sur 48,9 km vers l'ouest dans le territoire non organisé de la Baie-d'Hudson, dans la région administrative du Nord-du-Québec, au Québec, au Canada.

## Géographie
Les bassins versants voisins de la rivière Sheldrake sont :
- côté nord : rivière Nastapoka ;
- côté est : Rivière à l'Eau Claire, Lacs des Loups Marins, Petit lac des Loups Marins ;
- côté sud : ruisseau Isurtuapik, rivière du Nord ;
- côté ouest : baie d'Hudson.

La rivière Sheldrake tire sa source d'un petit plan d'eau sans nom (longueur : 370 m) situé à 209 m d'altitude. À partir de l'embouchure de ce lac, la rivière coule sur 1,1 km vers l'est en traversant un second plan d'eau (altitude : 206 m), puis vers le nord jusqu'à un plus grand plan d'eau (longueur : 2,5 km ; altitude : 190 m) que le courant traverse sur 1,5 km vers l'est. La rivière continue sur 9,2 km vers l'ouest jusqu'à un grand plan d'eau sans nom (altitude : 177 m) que le courant traverse vers l'ouest sur 11,1 km. La rivière s'oriente ensuite vers le nord-ouest sur 5,4 km ; puis 3,6 km vers le sud-est en traversant des rapides, jusqu'à la décharge de lacs venant du nord. Le dernier segment de la rivière est de 17,0 km vers l'ouest.
La rivière Sheldrake coule vers l'ouest en parallèle entre la rivière du Nord et la rivière Nastapoka. À la hauteur de l'embouchure de la rivière du Nord, la rivière Sheldrake coule à 7,9 km plus au nord. La rivière Sheldrake se déverse sur le littoral est de la baie James, face à "Gillies Island" dans "Nastapoka Sound". L'embouchure de la rivière est caractérisé par une longue grève d'environ 0,6 km, selon les marées.

## Toponymie
Le terme « Sheldrake » est un patronyme de famille d'origine anglaise.
Le toponyme rivière Sheldrake a été officialisé le 5 décembre 1968 à la Commission de toponymie du Québec.